# Francesca Alfano Miglietti
Francesca Alfano Miglietti, nota anche con lo pseudonimo di FAM (...), è una critica d'arte, scrittrice e saggista italiana.
Viene spesso definita come "teorica di mutazioni legate ai linguaggi visivi". Oltre a curare mostre e convegni, ha ideato e diretto le riviste Virus mutations ed Intervallo/Incidenti. È stata docente presso l'Accademia di belle arti di Bologna ed attualmente è docente di Teorie e Metodologie del Contemporaneo all'Accademia di belle arti di Brera. Nei suoi saggi ha analizzato in particolare il rapporto uomo-macchina, il corpo nella "dialettica visibile/invisibile".

## Biografia
Teorica e critica d’arte, docente di Teorie e Metodologie del Contemporaneo all'Accademia di Belle Arti di Brera. Curatrice di mostre, rassegne e convegni, vive a Milano.
Autrice di saggi, articoli e interviste apparsi in libri e numerose riviste e giornali, ha partecipato a convegni e incontri sull’arte contemporanea e sulle culture giovanili. La sua ricerca è incentrata sulle molteplici tematiche di trasformazione del contemporaneo, come le contaminazioni di linguaggi, il corpo e le sue modificazioni, le nuove tecnologie, il rapporto tra visibile e invisibile come frontiera di nuove poetiche contemporanee.
Tra il 1983 ed il 1984 FAM inizia a collaborare con Cesare Fullone ed Alfredo Pirri alla partecipando ed organizzando esposizioni d'arte contemporanea. Il gruppo propose già nel marzo del 1984 una mostra dal titolo "Intervallo" all'Expo Arte di Bari. Tale titolo verrà poi riproposto come nome della rivista da loro fondata, prima di assumere il nome definitivo di "Intervallo/Incidenti". Sempre in questo periodo cura la mostra itinerante "Necrofilia", che vide tappe a Roma, Bologna, Palermo, Torino, Berlino, con opere di Guido Baragli, Ivo Bonacorsi, Roberto Caspani, Guillermo Conte, Raffaello Terrazzi, Lino Fiorito, Cesare Fullone, Gino Gianuizzi, Corrado Levi, Alfredo Pirri, Luca Sanjust, Maurizio Spinelli, Dario Taormina, Croce Caravella, Esteban Villalta Marzi. Parallelamente alla mostra, un numero speciale di "Intervallo/Incidenti" riportava, oltre alle opere esposte, anche conversazioni con Achille Bonito Oliva, Tommaso Trini, Filiberto Menna, Pierre Restany. È poi sul finire degli anni '80 che FAM inizia a collaborare con la rivista Flash Art.
Nel 1990 vince il Premio Luigi Carlucci alla Critica d'Arte nel 1990.
Nel 1992 fonda e dirige la rivista di arte e cultura contemporanea Virus mutations recensendo gran parte della scena della performance art internazionale. Alla rivista collaborano poi intellettuali ed artisti italiani come Antonio Caronia, Franco Berardi, Clare Ann Matz, Gianni Canova, Renata Molho, Franko B, Massimo Canevacci,  Motus. Molti degli artisti presentati nella rivista confluirono poi nella mostra Rosso Vivo, curata dalla stessa Alfano Miglietti al Padiglione d'Arte Contemporanea di Milano di Milano.
Nel 1993 ricopre il ruolo di Commissario alla Biennale Arti Visive di Venezia.
Nei primi anni del 2000 ha collaborato a MediaMente, trasmissione televisiva dedicata al mondo delle nuove tecnologie, prodotta da RAI Educational e condotta da Carlo Massarini.
Dal 2003 al 2006 è Commissario alla Biennale Danza di Venezia.
Nel 2017 è stata membro Giuria Leone d'Oro -  Biennale d'Arte di Venezia 2017.
Ha curato dal 2010, al Palazzo del Cinema Anteo, di Milano, la rassegna cinematografica ARTE E CINEMA BRERA, per dieci edizioni
Ha organizzato I POETI NON DORMONO LA NOTTE- RAVE- Ventiquattr’ore di poesia (2023), Teatro dell'Elfo, Milano
IL SOLSTIZIO DEI POETI, (2023) Parco Sempione, Milano

## Alcune mostre curate[6]
- Rosso Vivo, PAC- Padiglione di Arte Contemporanea, Milano 1998
- Rudolf Schwarzkogler, Lattuada studio, Milano 1998
- Pierre Molinier, Lattuda Pardo Gallery, Milano 2001
- Della ferita: Corpi e Volti dell'Azionismo Viennese, Lattuada studio, Milano, 2003
- ORLAN, BND Tomaso Renoldi Bracco ContemporaryArtVision, Milano 2005
- Janieta Eyre, BND Tomaso Renoldi Bracco ContemporaryArtVision, Milano 2005/2006
- Punto a giorno, punto a croce, BAG Gallery, Milano, 2006
- Jivya Soma Mashe - Abitare il cuore, Lattuada studio, Milano, 2006
- Angiola Churchill / Lucia Pescador - Camera con Vista, Lattuada studio, Milano, 2007
- Erwin Olaf, Museo d'arte della provincia di Nuoro, Nuoro
- Fabio Mauri- Schermi 1957 fino ad oggi, Milano
- Mimmo Rotella, Lattuada studio, Milano 2007
- Franko B, Zhang Huan: Deposizione e Posizione, Galleria Pack, Milano 2008
- Fabio Mauri. L'universo d'uso, Auditorium Parco della Musica, Roma
- Futura. Mutamenti e visioni del contemporaneo, Palazzo Tornielli, Ameno (NO) 2009
- Aldo Runfola - Destino e perfezione, Galleria Pack, Milano, 2009
- I Still Love: Franko B, Padiglione di Arte Contemporanea, Milano 2010
- Sull'invisibile. Avvistamenti. Appuntamenti e dissolvimenti dell'arte contemporanea, Ciocca Arte Contemporanea, Milano 2010
- Fabio Mauri: The End, Palazzo Reale di Milano, Milano 2012
- Marco Petrus - Dalle belle città, First Gallery, Roma 2012
- Sguardo di Donna- Museo dei Tre Oci, Venezia 2015
- Antonio Marras- Triennale di Milano 2016
- Corpus Domini - Dal corpo glorioso alle rovine dell'anima, Palazzo Reale di Milano, Milano 2021
- Gianfranco Ferre'. Sotto un'altra luce: Gioielli e Ornamenti", Palazzo Madama, Torino -
- Letizia Battaglia. Fotografia come scelta di vita, Museo dei Tre Oci,Venezia -
- Letizia Battaglia. Storie di Strada, Palazzo Reale, Milano / Lazzaretto, Ancona -
- Campana Brothers - 35 Revolutions, Museum of Modern Art di Rio de Janeiro (MAM RIO) –
- Letizia Battaglia: Photography As A Life Choice, Jakopič Gallery, Ljubljana -
- Fabio Mauri.Opere dall’Apocalisse, Milano -
- Tutti i nomi di d’IO , Museo di Caraglio –
- Erranti, Palazzo del Broletto, Como –
- Kaarina Kaikkonen. Tied Together, Rotonda della Besana, Milano –
- Tano Festa: Un artista Originario, Milano –
- Alessandro Mendini: L’età del metallo, Milano –
- Visibile/Invisibile. Tecniche della Meraviglia, Milano, Casa degli Artisti

## Pubblicazioni
- con Daniele Miglietti Yoko Ono: brucia questo libro dopo averlo letto, Shake Edizioni, 2025, ISBN 9791256170166
- Identità Mutanti – Nuova edizione 2023 – Shake edizioni
- A perdita d’occhio (ed Skira)
- Fabio Mauri: Scritti in mostra. Seconda edizione, (a cura di) (ed Il Saggiatore)Identità Mutanti – Nuova edizione 2023, Shake edizioni
- Nessun Tempo, Nessun Corpo. Arte, Azioni, Reazioni e Conversazioni, Skira, 2011
- Per-corsi di arte contemporanea. Dall'impressionismo ad oggi, Skira, 2011
- con Fabio Novembre, Il design spiegato a mia madre, Rizzoli editore, 2010 - ISBN 88-17-03949-7
- con Tommaso Trini e Giampaolo Prearo, Mimmo Germanà, Prearo editore, 2010 - ISBN 88-7348-073-X
- con Roberto Kusterle, Una mutazione silente., Ediz. italiana e inglese, Punto Marte, 2009, - ISBN 88-95157-12-5
- Manuale delle passioni. Incontri, scontri e tensioni dell'arte contemporanea, Skira, 2007 - ISBN 88-7624-771-8
- Punto a giorno, punto a croce, Prearo editore, 2006 - ISBN 88-7348-041-1
- con Enzo Mari, La valigia senza manico. Arte, design e karaoke. Conversazione con Francesca Alfano Miglietti, Bollati Boringhieri, 2004 - ISBN 88-339-1520-4
- Extreme bodies. The use and abuse of the body in art, Skira, 2003 - ISBN 88-8491-379-9
- a cura di Francesca Alfano Miglietti, Virus Art. Viste ed interviste della rivista Virus mutations, Skira 2003
- con Isabella Bordoni, Isabella Bordoni. Catalogo della mostra (Siena, 20 giugno-14 settembre 2003), Gli Ori, 2003 - ISBN 88-7336-074-2
- Nessun tempo nessun corpo. Arte, azioni, reazioni e conversazioni, Skira, 2002 - ISBN 88-8491-166-4
- Rosso Vivo. Mutazione, Trasfigurazione e sangue nell'Arte Contemporanea, Electa, 1999 - ISBN 88-435-6813-2
- Identità mutanti. Dalla piega alla piaga: esseri delle contaminazioni contemporanee, Costa & Nolan, 1997 - ristampato nel 2004 da Bruno Mondadori ISBN 88-6159-241-4
- Rudolf Schwarzkogler, Costa & Nolan, 1998
- Franko B, Costa & Nolan, 1997, - ISBN 88-7648-307-1
- Cesare Fullone, Costa & Nolan, 1997, - ISBN 88-7648-306-3
- Orlan, Virus production, 1996, - ISBN 88-7648-306-3
- Arte pericolosa, Prearo editore, 1991 - ISBN 88-7348-015-2
- Per amor del cielo, Novecento, 1990 - ISBN 88-373-0112-X
- Orizzonti verticali, Edizioni Carte Segrete, 1988

## Riconoscimenti
- Premio Luigi Carlucci alla Critica d'Arte (1990)
- Membro della Giuria Internazionale Biennale di Venezia, Arti Visive 2017